# Tycomarptes submoesta
Tycomarptes submoesta là một loài bướm đêm trong họ Noctuidae.